# Oma's verjaardag
Oma’s verjaardag is een hoorspel van Hannu Mäkelä. Het werd vertaald door Elisabeth Tekelenburg en de TROS zond het uit op woensdag 25 oktober 1978, van 23:00 uur tot 23:45 uur. De regisseur was Bert Dijkstra.

## Rolbezetting
- Eva Janssen (grootmoeder Vuori)
- Frans Kokshoorn (Jaako Vuori)
- IJda Andrea (Riita)
- Paula Majoor (Sauli)
- Corry van der Linden (Anna Liisa)
- Trudy Libosan (Kaarina)
- Tine Medema (tante Laina)

## Inhoud
Grootmoeder Vuori is jarig en op die dag hebben haar kinderen geen excuus om weg te blijven, zulks in tegenstelling tot andere dagen in het jaar. Oma wordt ons afgeschilderd (en terecht) als een vereenzaamde, oude vrouw die er haar eigen ideeën op nahoudt, hetgeen zelfs op deze blijde dag leidt tot tegenstellingen en debatten tussen haar en haar kinderen. Het is dan ook niet verwonderlijk dat de kinderen het bezoek meer zien als een bezoeking dan een bezoek en liefst zo snel mogelijk weer weg willen, waarna de vrouw – tragisch genoeg – weer alleen zit totdat haar volgende verjaardag wordt gevierd…